# Jandira
Jandira est une ville brésilienne de l'État de São Paulo. Sa population était estimée à 113 323 habitants en 2006. La municipalité s'étend sur 18 km2.
Sa population était estimée à 124 937 habitants, selon les données de l'IBGE de 2019, et sa superficie est de 17 449 kilomètres carrés, ce qui correspond à une densité démographique de 6 207,76 habitants par kilomètre carré. Ses limites sont Barueri au nord et au nord-est ; Carapicuiba à l'est ; Cotia au sud ; et Itapevi à l'ouest.
La commune est desservie par les trains ViaMobilidade de la ligne 8. Elle est devenue une municipalité le 28 février 1964, avec le démembrement de Cotia, après que l'émancipation politico-administrative a été approuvée par les habitants par un plébiscite organisé le 8 décembre 1963.

## Maires
| Période | Période | Identité        | Étiquette | Qualité |
| ------- | ------- | --------------- | --------- | ------- |
| 2009    | 2012    | Braz Paschoalin | PSDB      |         |